# Pablo Longoria
Pablo Fernández Longoria, né le 9 juin 1986 à Oviedo (Espagne), est un recruteur de joueurs espagnol devenu dirigeant de football. Le 26 février 2021, il est nommé président du directoire de l'Olympique de Marseille.

## Biographie

### Jeunesse et premières expériences
Né à Oviedo, Pablo Longoria commence très tôt à regarder des matchs de football tous les jours comme un passe-temps. Dès l'âge de 5 ans, il connaît tous les joueurs composant les effectifs des clubs du football italien. Durant son enfance, il collectionne les autocollants, les journaux et les magazines sur le football. Il convainc ses parents d’installer quatre antennes paraboliques afin de pouvoir visionner un maximum de matchs à travers le monde. Grâce à cela, le jeune asturien se constitue une importante vidéothèque et rédige des rapports sur les joueurs qu’il juge prometteurs. Il évolue en tant que milieu de terrain au sein du centre de formation du Real Oviedo où il côtoie notamment Michu. Chaque week-end, il assiste aux rencontres du Sporting Gijon et du Real Oviedo avec son père. Durant son adolescence, outre la vision d’un nombre important de matchs, il pratique le surf. Il fréquente le collège San Ignacio d'Oviedo.
Âgé de 12 ans, il lance son propre site web où il analyse les joueurs. L'Asturien se passionne pour les jeux vidéo tels que FIFA 2000 et Football Manager et acquiert ainsi une connaissance fine des joueurs et des aspects tactiques. À 16 ans, il écrit une lettre à tous les clubs européens pour proposer ses services ; seuls le PSV Eindhoven, le Bayer Leverkusen et Newcastle United lui répondent. En mai 2004, le jeune Longoria, alors âgé de 17 ans, figure parmi les supporters espagnols ayant fait le déplacement à Göteborg pour assister à la finale de la Coupe UEFA entre le Valence CF et l'Olympique de Marseille. Après l’obtention de son baccalauréat, il s’inscrit en licence de droit à l’université d’Oviedo mais décide d’arrêter ses études au bout d’une année.
Convaincu par Victor Orta de se lancer dans le scoutisme, celui qui est surnommé « El Chico de la Play » ou « El Niño de la Play » obtient un stage en 2005 en tant qu'observateur auprès de l'agent Eugenio Botas qui travaille notamment pour le compte du technicien espagnol Marcelino. Longoria et Marcelino se rencontrent pour la première fois lors de la pré-saison 2006-2007 après la promotion du Recreativo de Huelva en Liga. Il occupe le poste de secrétaire technique du promu. C'est à Huelva qu'il apprend à analyser le football et qu'il assimile d'importantes connaissances auprès de Marcelino. Ce dernier désire renforcer l'effectif du promu avec des joueurs bon marché. Longoria arrive chez lui avec trois valises pleines de DVD sur des potentiels joueurs à aller récupérer,.

### Carrière de recruteur

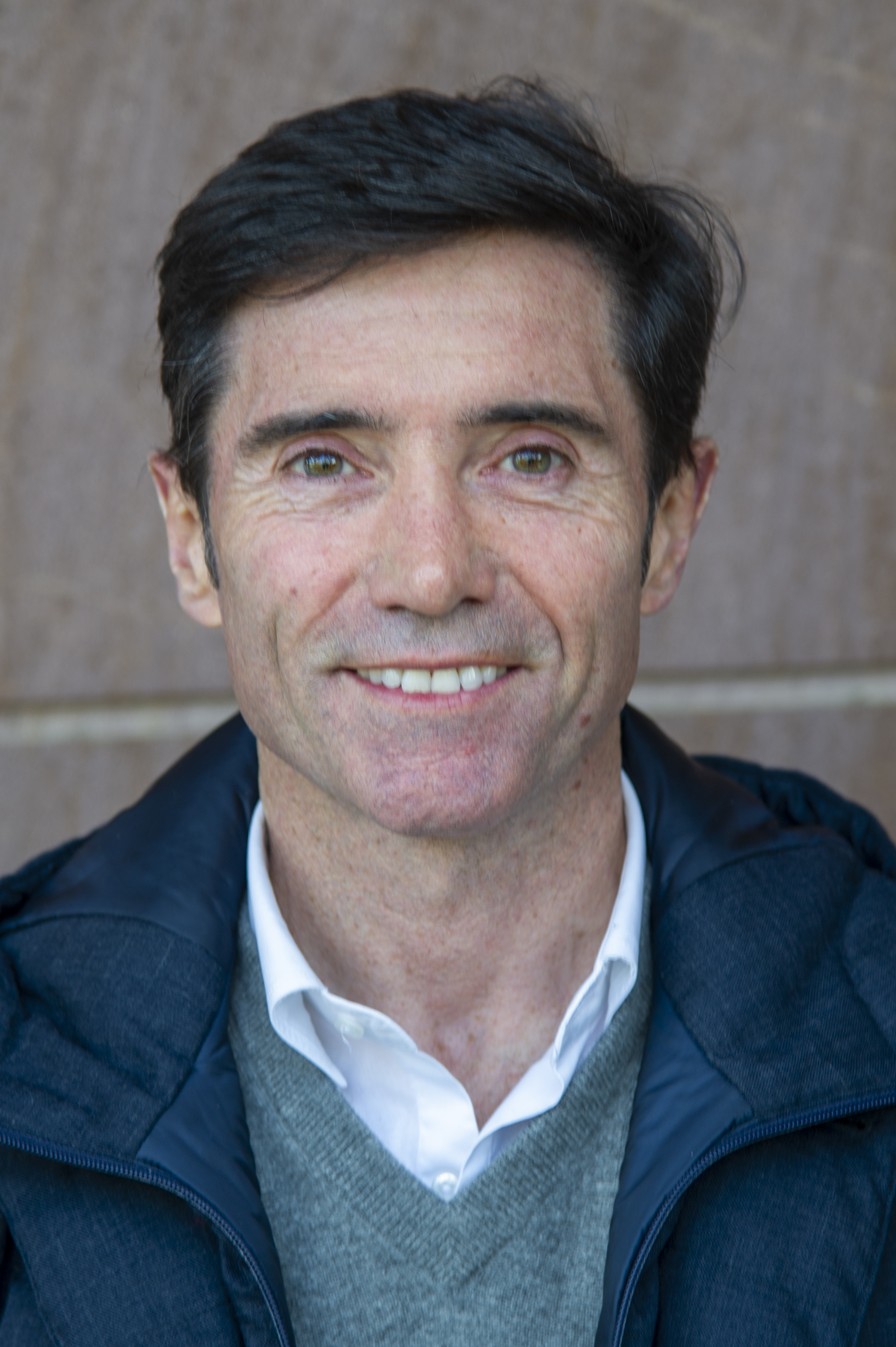
Entraîneur du Recreativo de Huelva de 2005 à 2007, Marcelino forme le jeune Longoria au football professionnel.

#### Recruteur à Newcastle United (2007-2008)
Au cours de l'année 2007, il rencontre le directeur du recrutement de Newcastle United venu à Madrid afin d'observer une rencontre d'Europa League. Quelques jours plus tard, ce dernier lui propose un contrat pour devenir recruteur au sein de la cellule de recrutement du club anglais en novembre 2007,. Il n'y reste que quatre mois.

#### Responsable du recrutement au Recreativo de Huelva (2009-2010)
En février 2009, il endosse le rôle de responsable du recrutement au sein du Recreativo de Huelva. Comme il l'a révélé plus tard, il souhaite engager le Portugais André Villas-Boas comme entraîneur principal du club espagnol. Villas-Boas signe finalement en faveur de l'Académica de Coimbra. Il est notamment à l'origine de la signature du Français Florent Sinama-Pongolle à l'été 2006. En parallèle, l'Espagnol initie une carrière en tant que consultant média sur les ondes de Punto Radio puis de Radio Marca après avoir été repéré par le journaliste Axel Torres sur le forum Soccerole.com qu'il animait. Au sein de la radio madrilène, il présente une chronique de dix minutes intitulée « Un café avec Pablo » et devient commentateur des matchs internationaux lors du Mondial 2010.

#### Recruteur à l'Atalanta Bergame (2010-2013)
En décembre 2010, l'Asturien est nommé recruteur pour le compte de l'Atalanta, pensionnaire de Serie B italienne, par Beppe Corti qui occupe le poste de directeur du recrutement au sein du club bergamasque.

#### Directeur du recrutement à Sassuolo (2013-2015)
Après trois ans passés à Bergame, ce passionné de datas et de statistiques rejoint Sassuolo en juillet 2013 comme responsable du recrutement sous la houlette de Giovanni Rossi, directeur sportif de Sassuolo.

#### Directeur du recrutement à la Juventus (2015-2018)

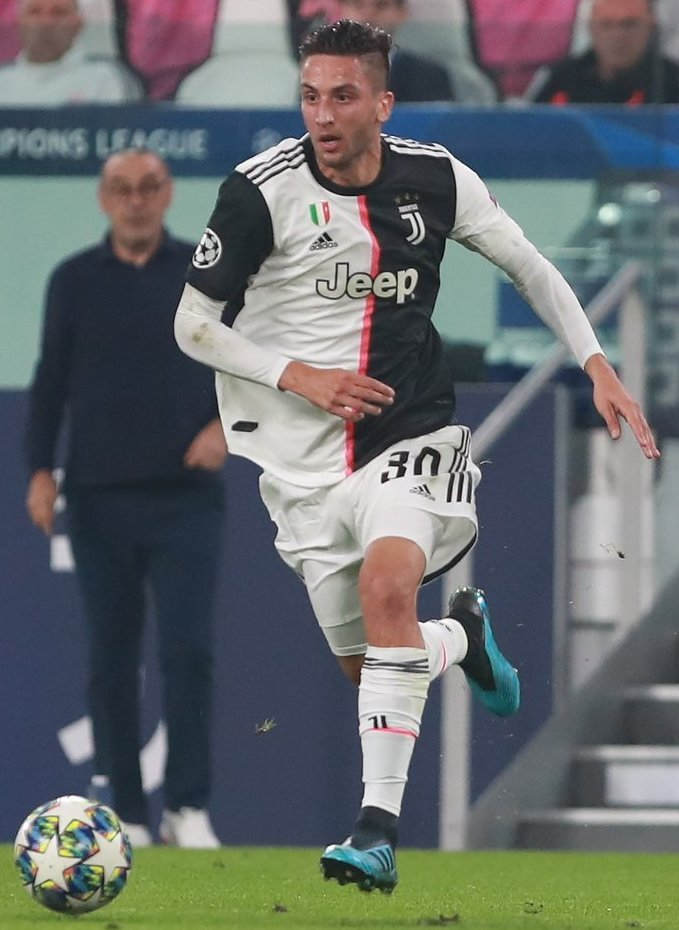
Pablo Longoria est à l'origine de la signature de Rodrigo Bentancur à la Juventus.

En août 2015, Longoria poursuit son ascension en devenant directeur du recrutement spécialisé sur les joueurs de moins de 20 ans à la Juventus FC sous la direction de Fabio Paratici. C'est à cette occasion qu'il fait la rencontre de Javier Ribalta avec qui il va nouer une solide relation autant professionnelle qu'amicale,. Longoria est à l'initiative de la signature du milieu uruguayen Rodrigo Bentancur en provenance du club argentin de Boca Juniors,. Revenant sur son passage à la Vieille Dame dans un entretien au Figaro en 2023, il explique que « la Juventus a marqué notre vision du football […]. Avec de l'exigence, mais surtout le respect des positions de chacun et des autres ».

### Carrière de dirigeant

#### Directeur sportif au FC Valence (2018-2019)
Capable de parler 6 langues (espagnol, français, anglais, italien, portugais et allemand), la trajectoire professionnelle de Longoria prend un nouveau virage  en février 2018 au Valence CF où il devient directeur sportif chargé de superviser le scouting et le sourcing des joueurs sur un plan international. À Valence, il retrouve celui qui est désormais devenu un ami, Marcelino, avec qui il avait travaillé à Huelva. Il travaille étroitement avec Mateu Alemany, le directeur général du FC Valence, auprès de qui il acquiert de nouvelles compétences en matière de gestion des transferts de joueurs. Il est ainsi à l'origine des venues de Jasper Cillessen, Mouctar Diakhaby ou encore Yunus Musah. Reconnu pour son travail acharné, il indique qu’il est rare le jour où il ne regarde pas sept ou huit matches. Son passage au sein du club valencien est marqué par une victoire en finale de Coupe d'Espagne 2018-2019 (2-1 face au FC Barcelone) et par deux qualifications consécutives en Ligue des champions. En septembre 2019, il est évincé de son poste de directeur technique.

#### Directeur sportif à l'Olympique de Marseille (2020-2021)

##### Saison 2020-2021
Disposant d'un réseau étendu et d'une connaissance approfondie des marchés secondaires, Pablo Longoria est nommé directeur général délégué chargé du football de l’Olympique de Marseille le 26 juillet 2020, succédant ainsi à son compatriote Andoni Zubizarreta,. Il déclare vouloir travailler pour le club marseillais pour une durée de cinq ans avec l'objectif de stabiliser l'Olympique de Marseille parmi les 20 meilleurs clubs européens,. Il fait venir au sein du club marseillais de jeunes joueurs à l'image du Brésilien Luis Henrique, de l'Espagnol Pol Lirola mais aussi l'international polonais Arkadiusz Milik,. Le directeur sportif de l'OM parvient à réaliser quelques ventes comme Bouna Sarr au Bayern Munich, Maxime Lopez (en prêt puis vendu à Sassuolo Calcio) ou encore Morgan Sanson à Aston Villa.

#### Président à l'Olympique de Marseille (2021-)

##### Saison 2020-2021

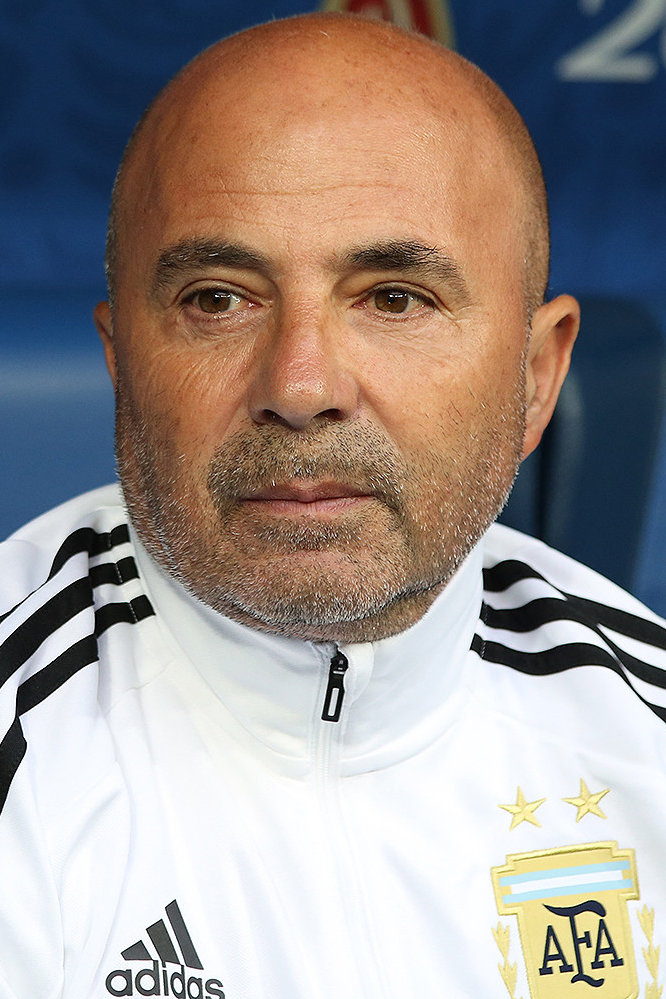
Pablo Longoria nomme Jorge Sampaoli entraîneur de l'OM quelques jours après sa prise de fonction en tant que président.

Le 26 février 2021, il arrive aux responsabilités de l'Olympique de Marseille en tant que président du directoire sur décision de l'actionnaire majoritaire Frank McCourt, avec pour responsabilité la gestion des secteurs économiques et sportifs du club, après le départ de Jacques-Henri Eyraud au conseil de surveillance du club. L'Espagnol arrive dans un contexte difficile, après l'envahissement du centre d'entraînement Robert Louis-Dreyfus par une centaine de supporters exaspérés par les mauvais résultats de l'équipe et par la communication d'Eyraud. Longoria devient alors le plus jeune président de l'histoire du club depuis 1909,. Il choisit le technicien argentin Jorge Sampaoli pour succéder à Nasser Larguet, entraîneur par intérim, à la suite du départ d'André Villas-Boas. 
En Coupe de France, les Marseillais sont éliminés dès les seizièmes de finale par Canet Roussillon FC (2-1), pensionnaire de National 2. Sur la scène européenne, l'Olympique de Marseille termine quatrième de son groupe derrière Manchester City, le FC Porto et l'Olympiakos. Les hommes du président Longoria terminent à la cinquième place du championnat de France de Ligue 1.

##### Saison 2021-2022
Pour son premier mercato estival en tant que président du club, il mène un profond renouvellement de l'effectif marseillais avec les départs de Sakai, Thauvin, Benedetto et Germain ou encore avec les prêts de Strootman et Radonjić. Avec des moyens limités, il permet à l'Olympique de Marseille d'attirer des joueurs cadres comme William Saliba, Mattéo Guendouzi, Gerson, Amine Harit ou encore Cengiz Ünder.
En Coupe de France, l'OM est éliminé en quarts de finale par l'OGC Nice (4-1). En Coupe d'Europe, les Olympiens terminent troisième de leur poule de Ligue Europa derrière Galatasaray SK et la Lazio Rome. Reversés en Ligue Europa Conférence, les joueurs de Sampaoli atteignent les demi-finales de la compétition et s'inclinent face au Feyenoord Rotterdam (3-2 ; 0-0). La première saison complète de la présidence Longoria s'achève par l'obtention de la deuxième place au championnat de France de Ligue 1 après une victoire à domicile contre le RC Strasbourg (4-0).

##### Saison 2022-2023

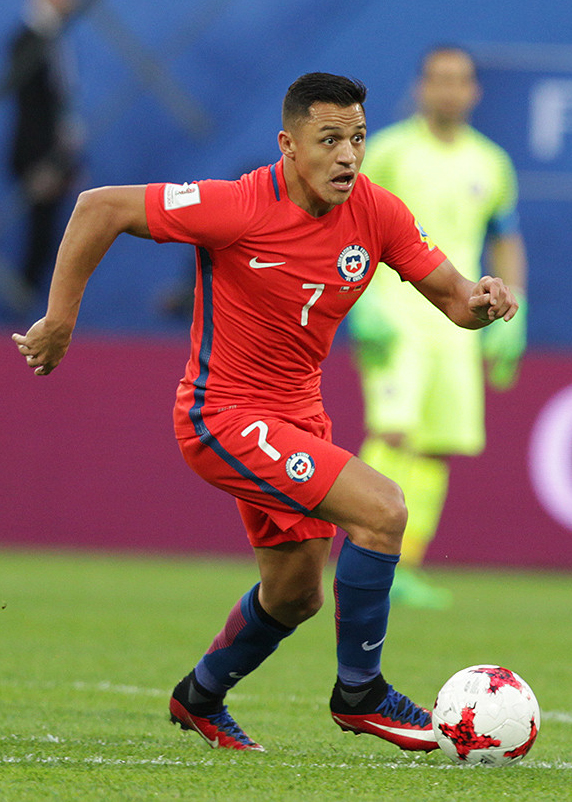
Pablo Longoria et Javier Ribalta convainquent Alexis Sánchez de signer à l'Olympique de Marseille en 2022.

À la suite du départ du coach Jorge Sampaoli, il engage le technicien croate Igor Tudor. En outre, il enrôle l'Espagnol Javier Ribalta, avec qui il avait précédemment œuvré à la Juventus, en tant que directeur du football du club marseillais. Dans le quotidien sportif italien Tuttosport, Longoria ne tarit pas d'éloges au sujet de Ribalta : « Travailler à ses côtés, c'était comme fréquenter l'université du mercato ». Outre l'arrivée de Ribalta, l'organigramme du club phocéen est restructuré avec la désignation de David Friio au poste de directeur sportif et de Marco Otero au poste de directeur du football chargé de la formation. 
Au mercato estival 2022, le natif d'Oviedo permet à l'Olympique de Marseille de faire venir les internationaux français Jonathan Clauss et Jordan Veretout ainsi que Chancel Mbemba et Éric Bailly en défense, Nuno Tavares et Issa Kaboré au poste de piston droit. Il est également à l'origine du transfert définitif d'Amine Harit. Le 10 août 2022, l'attaquant international chilien Alexis Sánchez arrive libre après avoir rompu son contrat avec l'Inter Milan,. Parmi les départs, Mandanda, Kamara, Ćaleta-Car ou encore Milik quittent le navire phocéen.
La campagne européenne du club marseillais s'arrête dès la phase de poules de la Ligue des champions où les Olympiens terminent quatrième de leur groupe derrière les Anglais de Tottenham Hotspur, les Allemands de l'Eintracht Francfort et les Portugais du Sporting Portugal. En novembre 2022, Jean-Pierre Papin, Ballon d'or 1991 sous les couleurs marseillaises, effectue son retour dans un rôle de conseiller du président à l'initiative de Pablo Longoria qui souhaite s'appuyer sur une figure historique du club. 
Le 6 décembre 2022, Pablo Longoria est élu au conseil d’administration de la Ligue de football professionnel. Interrogé sur son rôle de président, il souligne « qu'il est très difficile de trouver un niveau de motivation supérieur à celui que j'ai au quotidien avec ce club. Surtout avec cette pression et ce hobby ». 
En Coupe de France, l’Olympique de Marseille s'incline à domicile en quarts de finale face au FC Annecy (2-2, 6 t.a.b 7)après avoir sorti le Stade rennais (1-0) en 16e de finale et le Paris Saint-Germain (2-1) en 8e de finale. Dans un entretien accordé au Figaro, le président marseillais explique qu’il n’est qu’à « 20, 30 % de ce qu'il veut faire à l'Olympique de Marseille ». Il réaffirme à nouveau son attachement au club marseillais : « Je ne crois pas qu'un président de l'OM puisse chercher un autre club. Ce serait un manque de respect envers l'institution, qui est plus grande que Pablo Longoria ». La saison 2022-2023 des hommes de Longoria s'achève à la troisième place du championnat de Ligue 1.

##### Saison 2023-2024

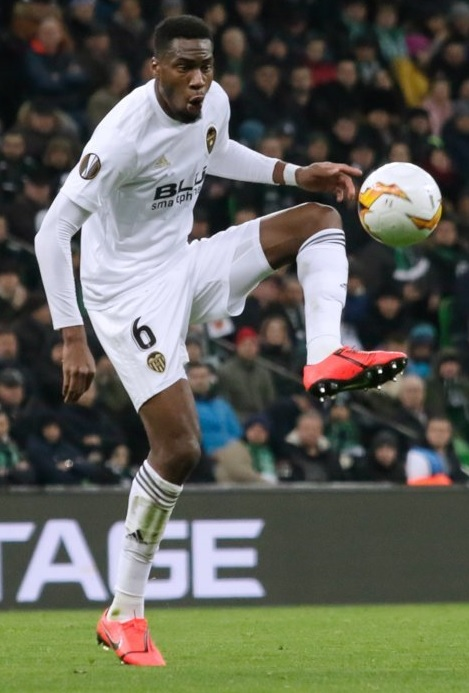
Durant l'été 2023, Longoria fait notamment venir Geoffrey Kondogbia qu'il a connu lors de son passage à Valence.

Pour cette nouvelle saison, le natif d'Oviedo jette son dévolu sur l'Espagnol Marcelino pour prendre la suite de Tudor parti de son plein gré. Concernant l'effectif olympien, Renan Lodi, Geoffrey Kondogbia, Pierre-Emerick Aubameyang, Ismaïla Sarr, Joaquín Correa ou encore Iliman Ndiaye arrivent dans la cité phocéenne. Dans le sens des départs, Bailly, Tavares, Ünder, Guendouzi, Sanchez et Payet quittent le club marseillais.
La non-qualification en Ligue des champions de l'Olympique de Marseille constitue un échec pour Longoria autant sur un plan sportif qu'économique avec un manque à gagner estimé à près de 20 millions d'euros. Lors de la conférence de presse de bilan du mercato d'été 2023, il explique que la stratégie pour construire l'effectif marseillais est de « faire un mix entre l'expérience et des joueurs en capacité d'amélioration ».
En septembre 2023, il est élu membre du comité exécutif de l'association européenne des clubs (ECA) de la subdivision 1 qui rassemble les six premiers pays à l'indice UEFA. Cette élection permet à l'Olympique de Marseille d'être mieux représenté au sein de l'organisation rassemblant les plus grands clubs européens.
Le 19 septembre 2023, à la suite d'une réunion très tendue avec les représentants des groupes de supporters, il décide de se mettre en retrait avec les autres membres de la direction olympienne. Le 22 septembre 2023, le natif d'Oviedo annonce qu'il poursuit son mandat à la tête du club. 
Pour succéder à Marcelino qui démissionne, il choisit le technicien italien Gennaro Gattuso. Mehdi Benatia est nommé en qualité de conseiller sportif à la suite du départ de Ribalta et de Friio. Après la défaite face à Brest, il décide de remplacer Gattuso par le technicien français Jean-Louis Gasset. 
Les joueurs de Longoria terminent à la huitième place du championnat, ce qui implique une absence de Coupe d'Europe pour la saison 2024-2025, une première depuis 2019. Au terme de la saison, le directeur général du club Stéphane Tessier, un temps annoncé comme successeur de Longoria, quitte le club à la suite de tensions avec ce dernier.

##### Saison 2024-2025

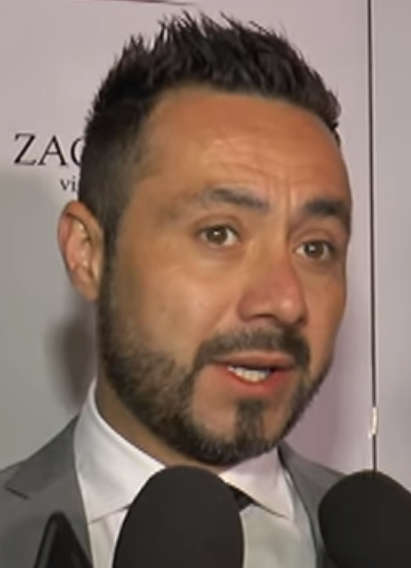
Après des premiers contacts en 2022, Longoria choisit Roberto De Zerbi sur le banc de l'Olympique de Marseille en 2024.

Durant l'intersaison, dans un entretien accordé au Figaro, il souligne que « sans les moyens de la C1, tu dois travailler avec le double d'énergie, d'actions et être malin jusqu'au dernier euro pour mettre en place l'équipe la plus compétitive possible ». Pour succéder à Gasset, il choisit le technicien italien Roberto De Zerbi qui arrive en compagnie de Giovanni Rossi avec qui il avait travaillé lors de son passage à Sassuolo comme directeur du recrutement. Lors de sa présentation officielle, De Zerbi révèle que des contacts avaient déjà été noués avec la direction marseillaise dès 2022 avant sa signature à Brighton & Hove Albion. Outre Benatia, il s'entoure d'un coordinateur sportif avec Aziz Mady Mogne et d'un conseiller institutionnel en la personne de l'ancien Marseillais, Fabrizio Ravanelli,.
Sur le plan du mercato, Pau Lopez, Clauss, Sarr, Ndiaye et Aubameyang quittent le club marseillais tandis que Gerónimo Rulli, Lilian Brassier, Pierre-Emile Højbjerg, Ismaël Koné, Adrien Rabiot, Mason Greenwood ou encore Elye Wahi font leur arrivée,. Gigot, Veretout, Mbemba, Garcia sont mis à l'écart du groupe professionnel pour des motifs économiques et sportifs,. Après la fin du mercato estival, il décide de mettre Chancel Mbemba au placard durant toute la saison en raison du refus du joueur de quitter le club à un an de la fin de son contrat. Garcia est quant à lui réintégré au groupe professionnel dirigé par De Zerbi.
Le 30 octobre 2024, il est élu vice-président de la Ligue de football professionnel avec Jean-Pierre Caillot. Le 5 décembre 2024, Longoria intègre la task force de la FIFA visant à travailler sur le thème du bien-être des joueurs.
Le 26 février 2025, Pablo Longoria est suspendu 15 matchs ferme par la commission de discipline de la LFP pour ses propos sur l'arbitrage après la défaite de l'OM à Auxerre le 21 février 2025.
Avant d'affronter Brest, le trio Longoria - Benatia - De Zerbi décide d'amener l'ensemble des joueurs (staff compris) faire une mise au vert au sein du centre d’entraînement du Roma City Football à Rome afin de souder le groupe pour le sprint final. Le club marseillais décroche une qualification directe pour la Ligue des Champions 2025-2026 après une victoire (1-3) acquise face au Havre. Longoria déclare : « Plus qu’un objectif atteint, c’est une démonstration de ce que l’OM peut devenir quand il reste fidèle à lui-même : exigeant, rebelle, solidaire ». L'Olympique de Marseille termine à la deuxième position du championnat de France 2024-2025.
Lors de son bilan de fin de saison, il explique vouloir isoler les services administratifs du club en dehors du centre d'entraînement Robert Louis-Dreyfus ─ comme cela était le cas avant 2005 ─ afin de préserver le secteur sportif de toute écoute malveillante. Il déclare ainsi : « Il y a une façon de vouloir se mêler des affaires des autres que je n’ai vue nulle part au monde. C’est une maladie et je vais éradiquer cette maladie ». Par ailleurs, il évoque un manque de coordination entre la VAR et l'arbitrage sur le terrain et émet des doutes au sujet de la fiabilité des lignes fictives de la VAR.

##### Saison 2025-2026
Pour cette nouvelle saison, Longoria s'appuie sur le même tandem que la saison précédente avec Benatia et De Zerbi.